# Stenaelurillus leucogrammus
Stenaelurillus leucogrammus là một loài nhện trong họ Salticidae.
Loài này thuộc chi Stenaelurillus. Stenaelurillus leucogrammus được Eugène Simon miêu tả năm 1902.